# Augustin Bizimana
Augustin Bizimana (* 1954 in der Provinz Byumba, heute Teil der Nordprovinz, Ruanda; † um 2000 in Pointe-Noire, Republik Kongo) war ein ruandischer Politiker und Militär und von Juli 1993 bis Juli 1994 Verteidigungsminister seines Landes. Er gilt als einer der Hauptakteure bei der Vorbereitung und Durchführung des Völkermords in Ruanda 1994 und war eine der vom Internationalen Strafgerichtshof für Ruanda und seiner Nachfolgeorganisation, dem Internationalen Residualmechanismus für die Ad-hoc-Strafgerichtshöfe (MICT), meistgesuchten Personen. Ihm wurden Völkermord, Verschwörung zum Völkermord, Beihilfe zum Völkermord, Anstiftung dazu, Verbrechen gegen die Menschlichkeit einschließlich Mord, Vergewaltigung und andere schwere Verbrechen vorgeworfen. 2020 wurde abschließend festgestellt, dass Bizimana, der nie hatte gefasst werden können, einige Jahre nach den Taten in der Republik Kongo verstorben war.

## Rolle im ruandischen Völkermord
Im Juli 1993 wurde Bizimana Verteidigungsminister Ruandas. Als solcher hatte er sowohl die Kontrolle über die ruandischen Streitkräfte, deren Oberbefehl er innehatte, als auch über die Verteilung von Waffen an die Zivilbevölkerung. Ebenso unterstand ihm die nach französischem Vorbild organisierte Gendarmerie mit etwa 6000 Angehörigen.
Gegen Ende 1993 und in den ersten Monaten des Jahres 1994 räumte Bizimana ein, dass die Regierung Milizen aufstelle, gab jedoch an, die dazu rekrutierten jungen Männer seien zur Verwendung als Ranger in den Nationalparks des Landes vorgesehen, nicht für militärische Einsätze.
Als am 6. April 1994 das Flugzeug des ruandischen Staatspräsidenten Juvénal Habyarimana abgeschossen wurde, befand sich Bizimana in Kamerun auf einer Sitzung des Olympischen Komitees. Der Flugzeugabschuss gilt als Auslöser des Völkermords. Das militärische Kommando übernahm in Bizimanas Abwesenheit der ranghöchste Soldat des Landes, Oberst Théoneste Bagosora.
Bizimana war verantwortlich für die Kommunikation der Regierung mit den Vereinten Nationen (UN) und damit die Hauptinformationsquelle für viele internationale Beobachter, die 1994 versuchten, ein Bild von den Vorgängen in Ruanda zu gewinnen. Seine Angaben standen oft in drastischem Widerspruch zu den Berichten, die Auslandskorrespondenten internationaler Massenmedien und UN-Angehörige aus dem Land sendeten. In den Monaten vor Beginn des Genozids hatte er Beschwerden über Gräueltaten der von der Bevölkerungsgruppe der Tutsi dominierten Rebellenbewegung Ruandische Patriotische Front (RPF) an Angehörigen der Hutu-Bevölkerungsmehrheit an die UN gerichtet. Zudem berichtete er bereits am 16. Mai 1994 vor UN-Angehörigen und internationalen Medienvertretern, dass die Massaker in Ruanda beendet seien, obwohl es klare Anzeichen dafür gab, dass dies nicht der Fall war.
Bizimana gehörte zum engeren Kreis um die Präsidentengattin Agathe Habyarimana, dessen Mitglieder als die wesentlichen Köpfe hinter dem Völkermord gelten. Ihm wurde vorgeworfen, persönlich in die Ermordung mehrerer ranghoher Politiker, darunter der Premierministerin Agathe Uwilingiyimana, sowie von zehn belgischen UN-Soldaten verwickelt gewesen zu sein und seit 1990 Listen von Tutsis und oppositionellen Hutus zu deren gezielter Ergreifung und Ermordung erstellt zu haben. Als Verteidigungsminister stellte Bizimana sicher, dass keine Militäreinheiten sich dem Völkermord entgegenstellten.
Wie andere Mitglieder des Kreises um Agathe Habyarimana hat Bizimana vermutlich unmittelbar vor dem Völkermord und während desselben mit französischen Stellen zusammengearbeitet. Aus Militärquellen wurde bekannt, dass ein französischer Hauptmann, Paul Barril, von Bizimana damit beauftragt wurde, eine Truppe von 120 Mann im Nordwesten des Landes auszubilden. Die Ausbildung wurde mit dem Codenamen Operation Insektizid bezeichnet. Im Juni 1994 überwies Bizimana 1,2 Millionen US-Dollar von einem Konto in Nairobi auf eines in Paris, angeblich zur Bezahlung Barrils.
Nach dem Ende des Genozids floh Bizimana ins Ausland. Bei seiner Flucht vor der RPF genoss er umfassenden Schutz durch das Regime des kenianischen Machthabers Daniel arap Moi. Der Internationale Strafgerichtshof für Ruanda erhob 1998 Anklage gegen Bizimana und erließ einen Haftbefehl gegen ihn, allerdings ohne dass er in der Folge gefasst werden konnte. Am 22. Mai 2020, kurz nach der Verhaftung des ebenfalls gesuchten Félicien Kabuga in Frankreich, gab das UN-Tribunal bekannt, dass Bizimana verstorben sei, und zwar vermutlich im August 2000. Ein Leichnam aus einem Grab in Pointe-Noire in der Republik Kongo sei durch DNA-Analyse als der Bizimanas identifiziert worden. Die Analysen hatten bereits Ende 2019 begonnen und hatten einschließlich Überprüfungen mehrere Monate in Anspruch genommen.
Mit der Klärung des Verbleibs von Bizimana und der Verhaftung Félicien Kabugas wenige Tage zuvor war es dem Anklagebüro des MICT 26 Jahre nach dem Völkermord gelungen, zwei der drei Hauptgesuchten ausfindig zu machen. Der dritte, weiterhin flüchtige Hauptgesuchte ist der ehemalige Kommandeur der Präsidentengarde, Protais Mpiranya. Zudem fahndete das MICT mit Stand vom 22. Mai 2020 noch nach fünf weiteren Beschuldigten im Zusammenhang mit dem Völkermord in Ruanda.